# Amaranthus acanthochiton
Amaranthus acanthochiton là loài thực vật có hoa thuộc họ Dền. Loài này được Sauer mô tả khoa học đầu tiên năm 1955.